# Anna Hopkins
Pour les articles homonymes, voir Hopkins.
Anna Hopkins est une actrice canadienne née le 12 février 1987 à Montréal.

## Filmographie

### Cinéma
- 2010 : Le Monde de Barney de Richard Lewis : Kate Panofsky
- 2013 : La Grande Séduction à l'anglaise de Don McKellar : Helen (voix)
- 2013 : It Was You Charlie de Emmanuel Shirinian : Madeleine
- 2014 : Les Maîtres du suspense de Stéphane Lapointe : Alyssa
- 2015 : Les Douze Coups de minuit de Sean Garrity : Simone
- 2016 : Jean of the Joneses de Stella Meghie : Maxine
- 2018 : Red Rover de Shane Belcourt : Maya
- 2020 : Tin Can de Seth A. Smith : Fret / Gold
- 2021 : V/H/S 94 : Storm Drain de Chloe Okuno : Holly Marciano

### Télévision
- 2005 : Trafic d'innocence : Katerina
- 2006 : 15/A : la fille #3 (saison 3, épisode 10)
- 2007 : Dead Zone : la serveuse (saison 6, épisode 13)
- 2007 : Alerte tsunamis : Mel (saison 1, épisodes 1 et 2)
- 2013 : Nikita : Kate Barrett (saison 3, épisode 9)
- 2014-2017 : Arrow : Samantha Clayton (5 épisodes)
- 2014-2015 : Defiance : Jessica « Berlin » Rainer (21 épisodes)
- 2014-2015 : Flash : Samantha Clayton (saison 1, épisode 8 ; saison 2, épisode 8)
- 2015 : Lost Girl : Brinkley White (saison 5, épisode 6)
- 2017 : Ransom : Annie Kapila (saison 1, épisodes 2 et 4)
- 2017 : Lâcher prise : Nina (saison 1, épisodes 6 et 7)
- 2017 : Dark Matter : Ambrosia (saison 3, épisode 5)
- 2018-2019 : Shadowhunters : Lilith (saison 3, rôle récurrent)
- 2018-2020 : The Expanse : Monica Stuart (20 épisodes)
- 2018 : Killjoys : Fairuza (saison 4, épisodes 2 et 9)
- 2018 : Bad Blood : Teresa Langana (saison 2, épisode 1 à 8)
- 2020 : Dr. Bash : Selena Ruiz (saison 1, épisode 7)
- 2020 : For the Record : Angela
- 2021 : Hudson et Rex : Margo / Pam (saison 3, épisode 15)
- 2021 : Letterkenny : Lisa (saison 10, épisode 2)
- 2022 : The Expanse: One Ship : Monica Stuart (saison 1, épisode 5)*
- 2022 : Pretty Hard Cases : Lorraine Lennon (saison 2, épisodes 1 et 12)
- 2022-2025: Children Ruin Everything : Rachel, la mère catastrophique (8 épisodes)
- 2023 : Ride : Laura Booker (saison 1, épisode 8)

### Téléfilm
- 2006 : Vengeance du passé de Stefan Pleszczynski : Lesley Wilson
- 2007 : Mariage et Conséquences de Michel Poulette : Sophie
- 2009 : Out of Control de Jean-Claude Lord : la jeune femme
- 2020 : Y a-t-il un meurtrier dans ma famille ? de Leo Scherman : Carly Travers
- 2023 : Tuée pour son bébé : l'histoire vraie d'Heidi Broussard de Michelle Ouellet : Heidi Broussard
- 2023 : How to Win a Prince de Graeme Campbell : Nina Bower

### Jeu vidéo
- 2010 : Tom Clancy's Splinter Cell: Conviction : une visiteuse du Monument, une civile et une femme au Carnaval
- 2014 : Watch Dogs : Nicky Pearce